# Jacint Labaila i González
Jacint Labaila i González, né à Valence (Espagne) en 1833 et mort en 1895, est un poète et écrivain valencien. Influencé par la Renaixença catalane, il fut l'un des responsables de Jeux floraux de Barcelone de 1868, puis cofondateur de Lo Rat Penat avec Constantí Llombart et Teodor Llorente Olivares en 1878, société qu'il présida de 1880 à 1881. Il obtint la fleur naturelle aux Jeux floraux de 1882.

## Œuvres

### Poésie
- Flors del Túria (1868)
- Flors del meu hort (1882)
- Cant a Teresa, traduction en catalan de José de Espronceda.

### Théâtre
- El arte de hacerse amar (1856)
- La nave sin piloto (1861)
- ¿Me entiende usted? (1867)
- ¡Ojo al Cristo! (1886)
- Los comuneros de Cataluña (1871)
- El rey se divierte traduction en castillan de Le roi s'amuse de Victor Hugo